# Scoliosia brunnescens
Scoliosia brunnescens là một loài bướm đêm thuộc phân họ Arctiinae, họ Erebidae.